# Sarakino
Sarakino (grekiska: Σαρακηνό) är en ö i Sporaderna i Grekland. Sarakino ligger sydöst och strax utanför ön Skyros, isolerad från flera av de övriga öarna i Sporaderna. 
Sarakino är en obebodd ö med sitt ökenlandskap och ojämna mark och har således inga hotell eller infrastruktur, men besöks ibland på somrarna. Sarakinos högsta punkt är 131 meter över havet.